# Kamen Rider: Dragon Knight
Kamen Rider: Dragon Knight (no Brasil, Kamen Rider: O Cavaleiro Dragão) é uma série de televisão americana de ação e ficção científica criada pelos irmãos Steve e Michael Wang. Baseada na produção japonesa Kamen Rider Ryuki, a série venceu um Emmy em 2010 e fez parte originalmente da programação do canal The CW. Sua trama acompanha os passos do jovem Kit Taylor, que enquanto buscava informações sobre o misterioso desaparecimento de seu pai, encontra poderosas cartas capazes de transformá-lo num guerreiro de armadura chamado Cavaleiro Dragão, da ordem Kamen Rider. A partir deste momento, sua vida vira completamente do avesso, começando a atravessar espelhos como se fossem portais para uma dimensão paralela e a enxergar criaturas que capturam pessoas pelas ruas da cidade.
Com uma produção independente e um enredo considerado sério e obscuro para seu público-alvo, a série fez um aceitável sucesso nos Estados Unidos e no Brasil, que investiu bastante no seriado, lançando diversos action figures e produtos derivados. As filmagens iniciaram-se no segundo semestre de 2007 e duraram cerca de 116 dias, sendo que o trailer oficial foi publicado em 24 de abril de 2008. Na parte da produção, a responsável foi a Adness Entertainment, que contou com a parceria da Toei Company.
A série estreou oficialmente às 11:30 da manhã do dia 3 de janeiro de 2009, como atração do programa The CW4Kids, da emissora norte-americana The CW. No Brasil, o seriado estreou no dia 29 de junho de 2009 dentro do programa TV Globinho da Rede Globo, às 11:20 da manhã, onde substituiu o anime Yu-Gi-Oh! GX e começou com uma ótima audiência. Em Portugal, utilizando o nome original, a série estreou no dia 26 de novembro de 2009 pelo canal RTP2, e voltou a ser exibida no país em 14 de junho de 2010 pelo canal Panda Biggs. No Japão, o seriado tornou-se extremamente popular, tendo sido exibido pelo canal Toei Channel e, posteriormente, pela TV Asahi. A popularidade por lá foi tão grande que a série chegou a ganhar um livro como sequência direta. O seriado também foi exibido no Cartoon Network do Brasil e de toda a América Latina, em horário nobre. Em dezembro de 2009, nos Estados Unidos, os dois últimos episódios da série foram cancelados pela baixa audiência que obteve nas semanas anteriores, porém, apesar de não terem sido exibidos na televisão, puderam ser vistos no site oficial da 4Kids.
No Brasil, todos os episódios do seriado foram lançados em DVD pela PlayArte Home Video. Treze volumes estão disponíveis com todos os episódios dublados em português. Cada DVD contém três episódios, com exceção do primeiro, que possui quatro.
Em 12 de maio de 2010, o seriado foi indicado pela Academia Nacional de Artes e Ciências Televisivas para concorrer ao prêmio de Melhor coordenação de dublês no festival do Emmy referente ao horário diurno. Na cerimônia realizada no dia 27 de junho do mesmo ano, Dragon Knight foi anunciado como o grande vencedor do prêmio, com a coordenadora de dublês Dorenda Moore subindo ao palco para receber a estatueta.

## Enredo
Em meio a uma apocalíptica e duradoura guerra entre os povos do planeta Karsh, um sábio cientista chamado Eubulon, que desenvolvia armamentos e tecnologias para o exército do norte por ordens do general Xaviax, acabou traindo seus conterrâneos após recusar-se a cumprir determinações totalitárias. Utilizando a tecnologia do espelho, que transforma qualquer superfície reflexiva em um portal, encontrou então refúgio em Ventara, uma dimensão paralela ao planeta Terra. Já esperando um ataque de Xaviax, Eubulon pediu que os líderes de Ventara escolhessem os mais bravos guerreiros ventarianos para se tornarem os chamados Kamen Riders, uma ordem de cavaleiros providos de poderosas armaduras, habilidades especiais e feras de batalha. O maligno general por sua vez também tinha montado seu exército, roubando centenas de almas de outros planetas e transformando-nos em servos mutantes. Após um longo tempo, Xaviax encontrou Eubulon, e uma gigantesca guerra ocorreu. Subsequentemente, após os Kamen Riders terem acreditado na derrota de Xaviax e seu exército, o alienígena, que se escondeu, começou a manipular Adam, o Kamen Rider Cavaleiro Dragão. Além de ser o mais jovem dos Kamen Riders, Adam havia se apaixonado pela dócil ventariana Sarah e perdido suas motivações, pois conciliar seu romance com os deveres de guerreiro era extremamente difícil. Xaviax, ao notar a sua situação, se disfarçou como um antigo amigo de Eubulon e disse-lhe que se ele o levasse até a base dos Kamen Riders, o desligaria dos poderes de cavaleiro para sempre. Percebendo que isto seria ótimo já que Eubulon havia desaparecido e ninguém mais podia o separar de sua fera de batalha, Adam aceitou a proposta e o levou até o reduto dos Kamen Riders. Enquanto todos eles estavam num longo período de hibernação, Xaviax revelou-se a Adam e enviou seus companheiros para o Vazio do Advento (uma dimensão que agora havia se tornado uma eterna prisão, já que Eubulon era o único com acesso a ela). Len, o Cavaleiro Alado, foi o único Kamen Rider que sobreviveu, tendo despertado momentos antes do ataque de Xaviax e fugido para a Terra. O maligno alienígena ordenou então a Adam todos os Decks de Cartas Advento (a ferramenta de transformação e fonte dos poderes dos Kamen Riders) dos derrotados, inclusive as dele. Em seguida, Xaviax teletransportou todo o povo de Ventara até Karsh e os transformou em servos para reconstruírem seu planeta. Posteriormente, seguindo seu plano de conquista para reerguer o planeta Karsh, Xaviax foi então à Terra, o mundo por trás dos reflexos de Ventara.
Um jovem terráqueo chamado Kit Taylor, após ser expulso de seu lar adotivo por ter sido acusado de vários roubos e problemas no colégio, inicia uma busca por seu pai, que sumiu misteriosamente em meio a uma onda de desaparecimentos. Xaviax estava por trás destes desaparecimentos, tendo seus servos mutantes como encarregados de raptar pessoas da Terra, uma por uma, enquanto que o maligno alienígena prepara a sua máquina de teletransporte com as amostras de DNA dos humanos sequestrados. Enquanto isso, Kit, após despedir-se da sua casa adotiva, chega ao seu antigo apartamento e encontra um deck de cartas em cima de uma mesa, fazendo um grande dragão vermelho sair de um espelho depois de tocá-las. Kit percebe que um grande escudo solto de dentro destas cartas o protege, e de repente, ouve um estranho barulho. Ao fugir, Kit é empurrado para dentro de uma janela, entrando na dimensão de Ventara e encontrando-se numa estranha armadura. Ele é então atacado por uma aranha gigante, enviada por Xaviax para lhe fazer conhecer seus poderes. Len, o Cavaleiro Alado, que agora está na Terra, salva Kit do grande monstro alienígena. Subsequentemente, Len tenta convencer Kit a não usar a carta de contrato com a sua Fera Advento, pois caso o faça, ele nunca mais poderia tirar o poder de seu corpo e seria facilmente derrotado pelos inimigos que estariam por vir. Kit não fez ideia do que Len estava dizendo e foi induzido a fazer uma espécie de pacto com a sua selvagem fera, que é o mesmo dragão vermelho que o atacou anteriormente, levando ele a se tornar o novo Kamen Rider Cavaleiro Dragão, juntando-se depois a Len, que virou o seu mentor. Se Kit não se unisse a Len, seu destino não seria o mesmo e poderia estar trabalhando para Xaviax. Os dois agora tem a missão de derrotar o General Xaviax e acabar com todos os monstros espalhados por Ventara que tentam raptar pessoas da Terra. Porém, a missão não será nada fácil, já que Xaviax planeja agora destruir a Terra depois de ter devastado Ventara e raptado todas as pessoas de lá.
Enquanto aprende a usar seus novos poderes, Kit tenta encontrar seu pai ao mesmo tempo em que combate os Kamen Riders corruptos, manipulados por Xaviax, além dos monstros dos espelhos, evitando, desta forma, a destruição da Terra e o sequestro de todos os seres humanos, assim como aconteceu em Ventara.

## Produção

### Desenvolvimento
Em julho de 2006, o produtor Aki Komine recebeu da Toei Company a permissão para produzir um episódio piloto destinado a uma produção americana baseada na franquia japonesa Kamen Rider. Ele se aproximou então de Steve Wang e seu irmão Michael, ambos cineastas e fãs de longa data da franquia, para desenvolver, escrever e dirigir tal episódio. Após a Toei aprovar o piloto, Komine obteve os direitos da série Kamen Rider Ryuki, que serviu de base para o episódio. Em seguida, a produção americana recebeu, de forma independente, um financiamento de Komine e seu parceiro Fumio Sebata. De acordo com as informações anunciadas no licenciamento da série, a Adness Entertainment, companhia de Komine, tinha também a intenção de filmar um longa-metragem para Cavaleiro Dragão. Em uma entrevista concedida anos depois, Steve Wang confirmou que havia escrito uma história para o filme, mas que a Adness no momento estava angariando todo o dinheiro recebido não para um longa, mas para um novo seriado, o qual não seria uma continuação para Cavaleiro Dragão.

### Roteiro
Komine escolheu adaptar Kamen Rider Ryuki para fins de comercialização, já que a série japonesa possui uma grande quantidade de cavaleiros e monstros. Steve, junto de seu irmão Michael, empregou então seu amigo de longa data Nathan Long para roteirizar a adaptação. Eles escreveram e estruturaram a história de uma forma que se conectasse com as cenas de ação e efeitos especiais de Ryuki, uma técnica já realizada anteriormente em adaptações de produções japonesas, como Godzilla, King of the Monsters!, Power Rangers e Masked Rider. Apesar disto, a maior parte das cenas de ação presentes na série foram filmadas pela equipe americana, com episódios em que nenhuma sequência japonesa foi usada. Alguns elementos e pequenos traços característicos de Kamen Rider Ryuki também foram mantidos, mas o enredo foi totalmente recriado. A Bandai inicialmente sugeriu aos cineastas que direcionassem a série para crianças de cinco anos de idade, porém Steve resolveu voltá-la para o público pré-adolescente.

### Título
A Toei comercializa oficialmente a franquia Kamen Rider como "Masked Rider" nos mercados de língua inglesa, mas Steve convenceu a companhia a lhe dar a permissão de manter no título de sua série o termo "Kamen" em vez de "Masked", afirmando: "Enquanto crescia, eu nunca assisti nenhum ‘Masked Rider’… foi sempre KAMEN RIDER, e vê-lo sendo chamado de ‘Masked’ sempre me soou estranho. Eu apenas não sou fã de usar descrições para nomear um personagem, como ‘Masked’–mascarado. Isso é como chamar o Darth Vader de ‘Lorde Sith de Armadura’. É bobo para mim." Esta decisão também foi tomada para evitar confusões com a série Masked Rider, da Saban.

### Filmagens
As sequências de ação da série foram todas coreografadas por Akihiro Noguchi, da Alpha Stunts. Devido ao uso de algumas cenas de ação e efeitos especiais de Kamen Rider Ryuki, um pré-planejamento foi estabelecido para que as novas filmagens fossem combinadas com as locações e acrobacias das sequências japonesas, visando sempre que as novas cenas estivessem mais presentes do que as nipônicas durante os episódios. Os trajes dos Kamen Riders e monstros foram re-fabricados e enviados para a equipe pela Toei, sendo que o departamento de figurino esteve sempre no set para ter as vestimentas "prontas para filmagem". O traje do General Xaviax, esculpido por Steve Wang, foi o único design original da produção americana.

## Episódios

### Episódio Piloto
O seriado foi oficialmente anunciado em 2007, porém, no ano de 2006, iniciou-se a produção de um episódio piloto para a série. Filmado com baixo orçamento, teve como intuito apresentar o projeto à Toei Company, que o aprovou. O episódio vazou na internet no fim de 2007, tendo nunca sido exibido na televisão, e assim como todos os episódios posteriores, teve uma duração de aproximadamente 20 minutos. Alguns personagens neste episódio foram interpretados por atores que não fizeram parte do elenco oficial do seriado. Do oficial, apenas Matt Mullins e Jf Davis participaram do piloto; Matt Smith interpretou Kit Taylor e Kandis Erickson interpretou Maya Young.

### Primeira Temporada
| Nº do episódio | Nome original do episódio      | Nome do episódio no Brasil         |
| 01°            | Search for the Dragon          | Em Busca do Dragão                 |
| 02.º           | Contract with the Dragon       | Contrato com o Dragão              |
| 03.º           | Kamen Rider Incisor            | Kamen Rider Incisor                |
| 04.º           | A Rider's Challenge            | O Desafio de um Cavaleiro          |
| 05.º           | The Power of Two               | A União faz a Força                |
| 06.º           | Kamen Rider Torque             | Kamen Rider Mino                   |
| 07.º           | Friend or Foe                  | Amigo ou Inimigo?                  |
| 08.º           | Kamen Rider Camo               | Kamen Rider Camo                   |
| 09.º           | Kamen Rider Thrust             | Kamen Rider Rino                   |
| 10.º           | Battle Club                    | Clube da Batalha                   |
| 11.º           | Vent or be Vented              | Desintegre ou seja Desintegrado    |
| 12.º           | Kamen Rider Sting              | Kamen Rider Raia                   |
| 13.º           | Thrill of the Hunt             | A Emoção da Caçada                 |
| 14.º           | Xaviax's Promiese              | A Promessa de Xaviax               |
| 15.º           | The Many Faces of Xaviax       | As Várias Faces de Xaviax          |
| 16°            | The Hero of Gramercy Heights   | O Herói de Gramercy Heights        |
| 17.º           | The Power of Three             | O Poder do Trio                    |
| 18.º           | The Brothers Cho               | Os Irmãos Cho                      |
| 19.º           | Semper Fi                      | Sempre Fiel                        |
| 20.º           | Letter from the Front Line     | Carta do Front                     |
| 21.º           | Strike's Ultimatum             | O Ultimato                         |
| 22.º           | A Rider's Resolve              | A Determinação de um Cavaleiro     |
| 23.º           | Kamen Rider Siren              | Kamen Rider Sirena                 |
| 24.º           | Dark Temptation                | Obscura Tentação                   |
| 25.º           | Dropping the Axe               | O Golpe do Machado                 |
| 26.º           | Kamen Rider Wrath              | A Ira Kamen Rider                  |
| 27.º           | Attack of the No Men           | O Ataque                           |
| 28.º           | A Dragon Caged                 | O Dragão Enjaulado                 |
| 29.º           | Calm Before the Storm          | Antes da Tempestade vem a Calmaria |
| 30.º           | Swan Song                      | O Canto do Cisne                   |
| 31.º           | Xaviax's Wrath                 | A Ira de Xaviax                    |
| 32.º           | Advent Master Returns          | O Retorno do Mestre Advento        |
| 33.º           | Out of the Void                | Voltando do Vazio                  |
| 34.º           | Back in Black                  | De Volta ao Luto                   |
| 35.º           | A Hero's Fall                  | A Queda do Herói                   |
| 36.º           | Dark Deception                 | Ilusão Negra                       |
| 37.º           | The Enemy Within               | Inimigo Oculto                     |
| 38.º           | For Ventara and Earth – Part 1 | Por Ventara e pela Terra – Parte 1 |
| 39.º           | For Ventara and Earth – Part 2 | Por Ventara e pela Terra – Parte 2 |
| 40.º           | A Dragon's Tale                | O Conto do Dragão                  |

## Elenco

### Elenco principal
- Kit Taylor/Adam: Stephen Lunsford
- Len: Matt Mullins
- Maya Young: Yvonne Arias
- Xaviax: William O'Leary
- Trent Moseley: Taylor Emerson
- Lacey Sheridan: Marisa Lauren

### Elenco recorrente
- Eubulon (Mestre Advento): Mark Dacascos[26]
- Richie Preston/Ian: Tony Moras
- Drew Lansing/Chance: Christopher Foley
- James Trademore/Price: Scott Bailey
- Grant Staley/Van: Christopher Babers
- Brad Barrett/Cam: Keith Scaduto
- Chris Ramirez/Quinn: Michael Cardelle
- Danny Cho/Hunt: Mike Moh
- Albert Cho/Chase: Tony Sano[27]
- Kase: Carrie Reichenbach[28]
- Vic Frasier/Nolan: Mark Wystrach
- Michelle Walsh: Kathy Christopherson
- Frank Taylor: Jf Davis
- Agente Phillips: Jamison Jones
- Sarah: Camila Greenberg
- Detetive Grimes: James Patterson
- Brandon: Brian R. Norris
- Fish: Omi Vaidya
- Jesse: Uriah Shelton
- Dan Ramirez (Pai de Chris): David Berón
- Paul Wright (Promotor da corrida): Peter Sherayko
- Dr. Nathan Heath: James Howell
- Kit Taylor (Jovem): Dakota Dennis
- Eletricista: Kevin Will
- Mímico: Yuval David
- Guarda: Chuck Williams
- Caixa do estacionamento: Sean Nepita
- Mulher no estacionamento: Kiralee Hayashi
- Motorista do caminhão de reboque: Todd Holland
- Policial do hospital de emergência: Troy Cephers
- Médico do hospital de emergência: Blake Boyd
- Narrador da corrida: Jimmy Sprague
- Impostor de Xaviax: Marc Schaffer

### Atores convidados
- Grace Kiefer: Victoria Jackson
- Sensei: T.J. Storm
- Mãe adotiva de Kit: Kathleen Gati

### Equipe de dublês
- Tadahiro Nakamura
- Hideki Sugiguchi
- Hiroshi Maeda
- Chris Palermo
- Shawn Lane
- Clay Cullen
- Kim Robert Koscki
- Craig Baxley Jr.
- Chris Brewster
- D.Y. Sao
- Linda Jewell
- Nicole Randall
- Melissa Barker
- Erik Betts
- Malay Choeung Kim
- David Kilde
- Brett Jones
- Jackamo Harvey
- Mark McDaniels
- Richard King
- Alex Huynh
- Sam Situmorang
- Xavier Quimbo
- Marc Schaffer
- Nancy Thurston
- Doug Coleman
- Matt Berberi
- Wayne Dalglish
- Danny Wayne
- Michael Barnett
- Tom Dewier
- Brian Christensen
- Reuben Langdon
- Mark Musashi
- Roberto Gutierrez
- Ilram Choi
- Aaron Toney
- Austen Brewer
- Mike Wilson
- Hiro Koda
- Brian Hite
- Sam Looc
- McKay Stewart

Coordenadora: Dorenda Moore
Diretor de ação: Akihiro Noguchi
Coreografia das lutas: Alpha Stunts
Nota: Os atores que interpretam Adam, Chance, Price, Hunt, Chase, Ian, Cam, Van, Nolan e Quinn são os mesmos intérpretes dos Kamen Riders da Terra, como Kit Taylor, Drew Lansing, James Trademore, Danny Cho, Albert Cho, Richie Preston, Brad Barrett, Grant Staley, Vic Frasier e Chris Ramirez. Isto se dá pelos Ventarianos serem os clones dos terráqueos.

## Exibições

### Início das exibições
O seriado foi exibido originalmente nos Estados Unidos pelo canal The CW dentro do quadro TheCW4Kids, às 11:30 da manhã, sendo que o primeiro episódio foi exibido inicialmente no dia 13 de dezembro de 2008 às 10:30 da manhã em um sneak peek, que é um tipo de preview. O primeiro episódio foi exibido novamente em 3 de janeiro de 2009 para iniciar oficialmente o seriado. No Brasil, com o nome Kamen Rider: O Cavaleiro Dragão, foi exibido pela primeira vez no programa TV Globinho da Rede Globo, às 11:20 da manhã, conseguindo uma ótima audiência em seu episódio de estreia, e apesar de não ter sido completamente exibido nesta emissora, o seriado foi ao ar no Cartoon Network Brasil dentro do bloco Animaction em horário nobre, tendo iniciado a exibição no dia 7 de outubro de 2009 às 19:00 horas. No México, foi exibido pelo canal Televisa, o qual iniciou a exibição do seriado em agosto de 2009. Em Portugal, foi exibido pelos canais RTP2 e Panda Biggs, na Venezuela, foi ao ar no canal Venevisión, já na Itália, o seriado foi exibido pelo canal Mediaset. Na Alemanha, Áustria, Suíça e Liechtenstein, foi transmitido pelo canal RTL II. No país germânico, a série voltou a ser exibida no canal ANIXE a partir do dia 17 de setembro de 2012, onde foi transmitida de segunda a sexta às 19:25. Também foi ao ar no canal Indosiar, da Indonésia, além de ter sido exibida em todos os canais do Cartoon Network disponíveis na América Latina e no Sudeste asiático (Filipinas, Índia, Paquistão e Austrália). Na Colômbia, foi exibida pelo canal Caracol TV, na Rússia, foi transmitida pelo Perviy Kanal e na Austrália, além do Cartoon Network, também foi exibida no canal free-to-air GO!. O seriado ainda foi exibido no Japão pelo canal Toei Channel, tendo ido ao ar como uma comemoração aos 10 anos da Era Heisei da franquia Kamen Rider. Também por lá, a série foi exibida pelo canal TV Asahi, onde tinha como sua música tema a canção "Dive Into The Mirror" do grupo Defspiral, o qual era antes conhecido como Transtic Nerve and the Underneath. Por fim, fez um imenso sucesso no país nipônico e tornou-se um dos programas americanos mais assistidos de lá, além de também ter sido considerado por alguns como uma das séries da Era Heisei dos Kamen Riders japoneses. Além de todos estes canais, o seriado foi exibido em diversos outros, dado que segundo o diretor Steve Wang, a série foi vendida para todos os territórios ao redor do mundo.

### Fim das exibições
No dia 4 de dezembro de 2009, O Cavaleiro Dragão terminou de ser exibido no México, sendo este o primeiro país a ter exibido completamente o seriado em razão de ter sido o primeiro também a ter lhe adquirido (4 de abril de 2008). Nos Estados Unidos, o último episódio exibido na televisão foi ao ar no dia 26 de dezembro de 2009, sendo esta a data original do fim da série já que tinha exibições semanais e não diárias como no México. No Brasil, o seriado não foi exibido completamente pela Rede Globo. A emissora comprou 28 episódios e a exibição iniciou-se no dia 29 de junho de 2009 com exibições diárias. O último episódio exibido pela emissora foi propriamente o 28.º e foi ao ar no dia 6 de agosto de 2009, reprisando o primeiro episódio no dia seguinte para fechar a semana. Apesar de não terminar o seriado, a emissora conseguiu rodar alguns episódios antes de suas exibições nos Estados Unidos. O seriado só foi completamente exibido no país pela Cartoon Network, que exibiu todos os episódios em horário nobre. As exibições ocorreram nas quartas-feiras e nos domingos, sendo que nas quartas, episódios inéditos iam ao ar e nos domingos, os episódios eram reprisados. O último episódio foi exibido no dia 4 de agosto de 2010, porém, após a reprise do mesmo, o seriado nunca mais foi rodado neste canal.

### Canais
| Américas - Cartoon Network (América Latina, Cabo) - El Trece (Argentina) - Unitel (Bolívia) - Rede Globo (Brasil) - Caracol TV (Colômbia) - The CW (Estados Unidos) - Televisa (México) - PTV (Paraguai) - Venevisión (Venezuela) Ásia e Oceania - GO! (Austrália) - Cartoon Network (Austrália, Cabo) - Korean Broadcasting System (Coreia do Sul) - Cartoon Network (Filipinas, Cabo) - Cartoon Network (Índia, Cabo) - Indosiar (Indonésia) - Tokyo Broadcasting System (Japão) - Toei Channel (Japão, Cabo) - TV Asahi (Japão, Cabo) - NTV7 (Malásia) - Cartoon Network (Paquistão, Cabo) - Perviy Kanal (Rússia) | Europa - ANIXE (Alemanha) - RTL II (Alemanha) - RTL II (Áustria) - Club RTL (Bélgica, Cabo) - RTL 2 (Croácia) - TV3+ (Dinamarca) - Antena 3 (Espanha, Cabo) - Nelonen (Finlândia) - M6 (França, Cabo) - Veronica TV (Holanda) - RTL II (Hungria) - Stöð 2 (Islândia, Cabo) - Mediaset (Itália) - RTL II (Liechtenstein) - RTP2 (Portugal) - Panda Biggs (Portugal) - Pro TV (Romênia) - RTL II (Suíça) Oriente Médio e África - M-Net (África do Sul, Cabo) |

## Outras mídias

### Jogo
Um jogo de luta baseado no seriado, intitulado Kamen Rider: Dragon Knight - The Video Game, foi lançado para o Nintendo DS e o Nintendo Wii pela D3 Publisher em 17 de novembro de 2009.

#### Versão para Nintendo DS
A versão do game para o Nintendo DS foi desenvolvida pela Natsume. Nela, o jogador pode usar as Cartas Advento para executar ataques especiais com base no medidor do Advento, sendo que o Ataque Final só pode ser utilizado quando todas as três barras estão cheias. O Indicador do Advento é carregado ao golpear o oponente consideravelmente até que todas as três barras ficam cheias. Antes de cada batalha, o jogador deve selecionar duas cartas diferentes.
O "Modo Ventara" do jogo é uma série de missões onde o jogador deve lutar contra Feras Advento, Monstros do Espelho e outros Kamen Riders, podendo também desbloqueá-los (assim como as Cartas Advento) em uma determinada missão. Xaviax é o "Chefão" do game para todos os cavaleiros, exceto Ferox, que luta contra o Cavaleiro Dragão como o chefão, devido à Ferox ser possuído por Xaviax assim como no seriado. Ao derrotar Xaviax, o jogo cria diferentes finais de jogo para cada um dos Kamen Riders jogáveis. Ao terminar o game, Xaviax se torna um personagem jogável no "Modo Duelo" depois que o jogador desbloqueia todos 13 cavaleiros, além de ter que passar todas as missões (incluindo derrotar o próprio Xaviax) disponíveis no "Modo Ventara" para cada cavaleiro.
Apesar de ser um jogo de luta, o game só suporta um jogador.

#### Versão para Nintendo Wii
A versão do game para o Nintendo Wii foi desenvolvida pela Eighting e usa o motor gráfico do jogo Kamen Rider: Climax Heroes, lançado para o PlayStation 2 e que também foi desenvolvido pela Eighting, porém, a engine sofreu algumas mudanças. Os dois jogos possuem as mesmas fases e músicas. Da mesma forma, os modelos do Kamen Rider Cavaleiro Dragão e do Kamen Rider Onyx foram remodelados de suas versões originais. As mecânicas de jogo de Kamen Rider: Dragon Knight, no entanto, foram alteradas significativamente. O Indicador dos cavaleiros (agora Indicador do Advento) não carrega tão rapidamente e só pode ser completamente carregado ao atacar o adversário sem ataques especiais. Dependendo de quanto o Indicador do Advento é carregado, o jogador pode executar ataques especiais usando as Cartas Advento, sendo que o Ataque Final só pode ser usado quando o indicador estiver cheio. O jogador pode escolher qualquer Carta Advento antes de cada luta.
Ao contrário da versão do Nintendo DS, agora o jogador só pode desbloquear o resto dos cavaleiros no modo Arcade e no modo "Mundo dos Espelhos". Xaviax agora é apenas um "chefão" não-jogável, tanto no modo Arcade quanto no modo "Mundo dos Espelhos".
O modo de jogo "Mundo dos Espelhos" é um recurso que não se encontra em Kamen Rider: Climax Heroes e há uma série de missões, onde o jogador não só luta contra outros cavaleiros em combates mano-a-mano, mas também pode derrotar Feras Advento e Monstros do Espelho em fases Beat 'em up, coisa que também não se encontra em Climax Heroes e até mesmo em Climax Heroes OOO para o PSP e o Wii. Com o progresso do jogador, ele não só é capaz de utilizar outros cavaleiros, mas também ganha Rider Points para comprar mais Cartas Advento no Modo Card.
Diferente da versão do Nintendo DS, a versão para o Nintendo Wii suporta até dois jogadores.

### DVDs
Vários DVDs contendo episódios do seriado foram lançados em diversos países. Na Malásia, 10 volumes foram lançados com todos os episódios, incluindo dois boxes contendo 20 episódios cada. Na Alemanha, dois volumes foram lançados pela EuroVideo e a m4e (Made For Entertainment) em fevereiro de 2010 contendo 5 episódios cada, mas nenhum outro volume foi lançado depois da cancelação do seriado neste país. Em 21 de julho de 2010, a Toei lançou o primeiro box contendo os 20 primeiros episódios depois do lançamento de dois DVDs em um evento ocorrido especialmente para o seriado. Durante todo o verão de 2010, a Toei também lançou 10 volumes com todos os 40 episódios, assim como um segundo box contendo os últimos 20 episódios. Na maior parte da Ásia, 10 volumes e dois boxes de todos os 40 episódios foram lançados pela MediaLink. No Brasil, a PlayArte Home Video lançou 13 DVDs com todos os 40 episódios do seriado dublados em português.
Abaixo, confira informações sobre cada um desses DVDs.
DVD 1 – A Descoberta do Dragão (Volume 1)
- Episódios: Em Busca do Dragão, Contrato com o Dragão, Kamen Rider Incisor e O Desafio de um Cavaleiro;
- Lançamento: 16 de setembro de 2009, Brasil.

DVD 2 – Guerreiros de outra Dimensão (Volume 2)
- Episódios: A União faz a força, Kamen Rider Mino e Amigo ou Inimigo?;
- Lançamento: 16 de setembro de 2009, Brasil.

DVD 3 – Volume 3
- Episódios: Kamen Rider Camo, Kamen Rider Rino e Clube da Batalha;
- Lançamento: 12 de outubro de 2009, Brasil.

DVD 4 – Volume 4
- Episódios: Desintegre ou seja Desintegrado, Kamen Rider Raia e A Emoção da Caçada;
- Lançamento: 12 de outubro de 2009, Brasil.

DVD 5 – Volume 5
- Episódios: A Promessa de Xaviax, As Várias Faces de Xaviax e O Herói de Gramercy Heights;
- Lançamento: 12 de outubro de 2009, Brasil.

DVD 6 – Volume 6
- Episódios: O Poder do Trio, Os Irmãos Cho e Sempre Fiel;
- Lançamento: 14 de novembro de 2009, Brasil.

DVD 7 – Volume 7
- Episódios: Carta do Front, O Ultimato e A Determinação de um Cavaleiro;
- Lançamento: 10 de janeiro de 2010, Brasil.

DVD 8 – Volume 8
- Episódios: Kamen Rider Sirena, Obscura Tentação e O Golpe do Machado;
- Lançamento: 6 de fevereiro de 2010, Brasil.

DVD 9 – Volume 9
- Episódios: A Ira Kamen Rider, O Ataque e O Dragão Enjaulado;
- Lançamento: 14 de março de 2010, Brasil.

DVD 10 – Volume 10
- Episódios: Antes da Tempestade vem a Calmaria, O Canto do Cisne e A Ira de Xaviax;
- Lançamento: 18 de abril de 2010, Brasil.

DVD 11 – Volume 11
- Episódios: O Retorno do Mestre Advento, Voltando do Vazio e De Volta ao Luto;
- Lançamento: 16 de maio de 2010, Brasil.

DVD 12 – Volume 12
- Episódios: A Queda do Herói, Ilusão Negra e Inimigo Oculto;
- Lançamento: 20 de junho de 2010, Brasil.

DVD 13 – Volume 13
- Episódios: Por Ventara e pela Terra – Parte 1, Por Ventara e pela Terra – Parte 2 e O Conto do Dragão;
- Lançamento: 18 de julho de 2010, Brasil.

### Light novel
Depois de fazer um extremo e surpreendente sucesso no Japão, uma Light novel baseada no seriado foi anunciada em setembro de 2010 para dar continuidade à trama. Com o nome Kamen Rider: Dragon Knight – 2 World 1 Hearts, a novel trouxe todos os 12 cavaleiros de volta e foi escrita por Mano Katsunari, autor que tem o drama Shinzanmonono no seu currículo. Além da história propriamente dita, o livro veio com alguns bônus para os fãs, entre eles, entrevistas com os atores e bastidores do seriado.

## Dublagem

### Dublagem brasileira
A dublagem brasileira foi realizada no estúdio Audio Corp do Rio de Janeiro. Veja abaixo uma lista com informações sobre todos os dubladores que participaram do projeto.
| Ator                 | Personagem            | Dublador              | Outro trabalho de dublagem                           |
| Stephen Lunsford     | Kit Taylor/Adam       | Reinaldo Buzzoni      | Neo em Matrix                                        |
| Matt Mullins         | Len                   | Marcelo Garcia        | Relâmpago McQueen em Carros                          |
| Carrie Reichenbach   | Kase                  | Maíra Góes            | Dory em Procurando Nemo                              |
| Michael Cardelle     | Chris Ramirez         | Renan Freitas         | Chip Thorn em Power Rangers: Força Mística           |
| Yvonne Arias         | Maya Young            | Priscila Amorim       | Rachel Dawes em Batman Begins                        |
| Taylor Emerson       | Trent Moseley         | José Leonardo         | Andros em Power Rangers no Espaço                    |
| Marisa Laurén        | Lacey Sheridan        | Iara Riça             | Trini em Mighty Morphin Power Rangers                |
| Jf Davis             | Frank Taylor          | Eduardo Dascar        | Billy em Mighty Morphin Power Rangers                |
| Christopher Foley    | Drew Lansing/Chance   | Christiano Torreão    | Hiei em Yu Yu Hakusho                                |
| Tony Moras           | Richie Preston        | Duda Ribeiro          | Kurama em Yu Yu Hakusho                              |
| Christopher Babers   | Grant Staley          | Thiago Fagundes       | Tom Riddle em Harry Potter e a Câmara Secreta        |
| Keith Scaduto        | Brad Barrett          | Clécio Souto          | Johnny Storm/Tocha Humana em Quarteto Fantástico     |
| Mike Moh             | Danny Cho/Hunt        | Luiz Sérgio Vieira    | Tenchi Masaki em Tenchi Muyo!                        |
| Tony Sano            | Albert Cho            | Rodrigo Antas         | Bart em Os Simpsons                                  |
| Scott Bailey         | James Trademore/Price | Mário Tupinambá Filho | Perigo em Todo Mundo Odeia O Chris                   |
| Mark Wystrach        | Ferox                 | Ádel Mercadante       | Suguru Shimura em Death Note                         |
| William O'Leary      | Xaviax                | Ettore Zuim           | Bruce Wayne/Batman em Batman: O Cavaleiro das Trevas |
| Mark Dacascos        | Eubulon               | José Augusto Sendim   | Frax em Power Rangers: Galáxia Perdida               |
| Kathy Christopherson | Michelle Walsh        | Fabíola Martins       | Niki Sanders em Heroes                               |
| Jamison Jones        | Agente Phillips       | Duda Espinoza         | Kevin Levin em Ben 10: Força Alienígena              |
| Camila Greenberg     | Sarah                 | Flávia Saddy          | Sydney Drew em Power Rangers: S.P.D.                 |
| Victoria Jackson     | Grace Kiefer          | Mariangela Cantú      | Sue Sylvester em Glee                                |
| James Patterson      | Detetive Grimes       | Carlos Seidl          | Seu Madruga em Chaves                                |
| Brian R. Norris      | Brandon               | Felipe Drummond       | Júnior em Eu, a Patroa e as Crianças                 |
| Omi Vaidya           | Fish                  | Marcelo Sandryni      | Apu em Os Simpsons                                   |
| David Berón          | Dan Ramirez           | Maurício Berger       | Lanterna Verde em Liga da Justiça                    |
| Peter Sherayko       | Paul Wright           | Waldyr Sant'anna      | Homer em Os Simpsons (Primeira Voz)                  |
| T.J. Storm           | Sensei                | Ronaldo Júlio         | Imperador Gruumm em Power Rangers: S.P.D.            |
| Uriah Shelton        | Jesse                 | Yan Gesteira          | Phineas em Phineas e Ferb (Primeira Voz)             |

Créditos da dublagem brasileira:
Estúdio de dublagem: Audio Corp (Rio de Janeiro)
Direção de dublagem: Ângela Bonatti
Tradução: Cláudio Conilho
Narrador: Malta Junior
Letreiro: Jorge Junior
Voz do Advento: Ricardo Juarez
Narrador da corrida (Ep. 10): Cristiano Queiroz

### Dublagem japonesa
No projeto da dublagem japonesa, vários atores que participaram anteriormente de séries dos Kamen Riders nipônicos dublaram o seriado americano. Entre eles, estão:
- Satoshi Matsuda (Ren Akiyama/Kamen Rider Knight em Kamen Rider Ryuki) como Len/Cavaleiro Alado.
- Yuria Haga (Mari Sonoda em Kamen Rider 555 e Mio Suzuki em Kamen Rider Kiva) como Maya Young.
- Kōji Yusa (Urataros em Kamen Rider Den-O) como Drew Lansing/Kamen Rider Torque.
- Tomokazu Sugita (Kivat-bat em Kamen Rider Kiva) como JTC/Kamen Rider Strike.
- Kenji Matsuda (Zanki em Kamen Rider Hibiki e Jiro/Garulu em Kamen Rider Kiva) como Grant Staley/Kamen Rider Camo.
- Shouma Yamamoto (Takato Shiramine/Kamen Rider Rey em Kamen Rider Kiva: King of the Castle in the Demon World e Taiga Nobori/Kamen Rider Saga em Kamen Rider Kiva) como Brad Barrett/Kamen Rider Tauro.
- Ryouta Murai (Yusuke Onodera/Kamen Rider Kuuga em Kamen Rider Decade) como Albert Cho/Kamen Rider Lancer.
- Miyuki Sawashiro (Kiva-la em Kamen Rider Decade) como Kase/Kamen Rider Sirena.
- Hōchū Ōtsuka (Deneb em Kamen Rider Den-O) como Xaviax.
- Tsuyoshi Koyama (Kamen Rider Odin em Kamen Rider Ryuki) como Eubulon

## Curiosidades
- Eubulon, o criador dos Kamen Riders, era aliado de Xaviax em Karsh, sendo seu principal criador de armas e tecnologias, porém, após a grande guerra ocorrida neste planeta, que devastou-o completamente, ele saiu em busca de planetas para conquistar e fazer de seus habitantes escravos para reconstruir Karsh. Um destes planetas era Ventara, uma dimensão paralela à Terra onde as pessoas vivem em uma realidade alternativa do nosso planeta. Entretanto, após ficar doente, Eubulon foi cuidado e recuperado pelos moradores de Ventara, vendo assim que não poderia escravizá-los por ordens de um sedento por guerra.
- Len, Kase, Adam, Nolan, Hunt, Quinn, Cam, Price, Van, Chance, Ian e Chase são os Kamen Riders originais de Ventara.
- Em Ventara, Nolan, o Kamen Rider Ferox, era mentor de Len. Ele é o guerreiro com mais pontos de experiência por ser o que mais capturou as bolas de luz que saem dos monstros quando os Kamen Riders os derrotam.
- Len, Adam e Kase foram os únicos Kamen Riders originais que restaram. Os outros nove cavaleiros foram transpostos por Xaviax graças à ajuda de Adam, que, após trair seus companheiros, entregou todos os Decks de transformação a Xaviax, inclusive os seus.
- Quando os Kamen Riders hibernavam em Ventara, eles deixavam as suas cartas Sobrevivência fora de seus Decks para repousá-las. Em sua última hibernação antes do ataque de Xaviax, Len e Adam as deixaram em um lugar diferente dos demais. Quando Xaviax transpôs todos os Kamen Riders enquanto eles hibernavam (com exceção de Len, Kase e Adam, o traidor), suas cartas Sobrevivência também foram destruídas, menos as de Len e Adam, que as guardaram em outro lugar. Depois que Kase fugiu, ela recuperou as cartas Sobrevivência de Len e Adam no caminho.
- Cada Deck de Cartas Advento só pode ser usado por uma pessoa com a certa sequencia de DNA, e por isso, Xaviax entrega os 10 em suas mãos a Kit, Richie, Drew, James, Grant, Brad, Chris, Danny, Albert e Vic, os gêmeos terráqueos dos Kamen Riders ventarianos, manipulando-os para transpor Len. Porém, alguns terminam não ficando do lado de Xaviax.
- Os minions de Xaviax, no início, eram facilmente derrotados. Subsequentemente, notando a fragilidade de seus soldados múltiplos, Xaviax aumenta a força e a inteligência destes mutantes, evitando, muitas vezes (e de várias formas), que eles interfiram de algum jeito no plano para ter Kit de seu lado, como será explicado posteriormente.
- Grace Kiefer, a dona da livraria em que Maya e Trent trabalham, não apareceu mais na série depois de um certo período. O motivo de isto acontecer foi por ela ter ido viajar de férias. No final, Grace retorna para acompanhar a reforma da livraria e o lançamento do livro de Maya.
- Vic Frasier era construtor civil da Terra. Ele quase morreu em um acidente ocorrido numa grande construção (o acidente foi orquestrado por Xaviax) e entrou em coma. Então, para entrar em seu corpo e usar a armadura do Kamen Rider Ferox, Xaviax drena sua energia vital, assim como fez com Frank, o pai de Kit, e entra em seu corpo, podendo, desta maneira, transformar-se no Kamen Rider Ferox por conta própria.
- Durante muito tempo, Kit era uma grande parte do plano de Xaviax e, por isso, ele não o transpôs e não deixou que ninguém o transpusesse (nem mesmos seus monstros ou soldados). Depois que Kit recusa a oferta de Xaviax, o maligno desiste dele e resolve agora lhe transpor de uma vez por todas.
- O poder de ataque da carta final do Kamen Rider Ferox é tão grande que isso o fez ser transposto. Isto aconteceu por Nolan, o Kamen Rider Ferox de Ventara, ter muita experiência, fazendo com que ele nunca mais combatesse monstros, pois tal causa o daria tanto poder que nem ele conseguiria controlar. Xaviax, ao combater seus minions em sessão de treinamento, ficou mais poderoso e isso fez o seu Ataque Final ficar poderoso a ponto de transpô-lo. Apesar disso, somente Vic foi enviado para o Vazio do Advento e Xaviax sobreviveu.
- Ao ser despertado por Len, Eubulon muda a sequencia de DNA do Deck de Cartas Advento de Kase, que havia sido transposta, para que Maya possa ser a nova Kamen Rider Sirena, tornando-se uma Kamen Rider Transformada. Logo, Eubulon resgata Kase e Kit do Vazio do Advento, tendo, desta maneira, que tirar o Deck de Maya para dar a Kase, transformando-o novamente com o DNA de Kase.
- Eubulon, após despertar, resgata três Kamen Riders de Ventara do Vazio do Advento: Chance (Torque), Price (Strike) e Hunt (Turok), que recebem de volta as suas antigas Cartas Advento, as quais estavam com Len, resgatando também Kit e Kase. Todavia, Kit não recebe suas cartas de volta por estarem nas mãos de Adam. Sendo assim, Eubulon o entrega um novo Deck de cartas para Kit, o qual baseia-se na armadura do Cavaleiro Dragão. Este Deck estava sendo construído por Eubulon antes de Xaviax transpor os Kamen Riders originais em Ventara. Com isso, Kit se torna o Kamen Rider Onyx.
- Depois que Adam deixou de ser um Kamen Rider, Eubulon, o Mestre Advento, ofereceu a Kit qualquer um dos dois Decks de Cartas Advento do dragão. Ele escolhe o Deck do dragão vermelho, tornando-se eternamente o Cavaleiro Dragão.
- Eubulon resgatou e apagou a memória de todos os terráqueos que estavam presos no Vazio do Advento, inclusive a de Chris, tendo também curado-lhe de sua asma.

Predefinição:Fim das revelações sobre o enredo